# Louis Baillot
Pour les articles homonymes, voir Baillot.
Louis Baillot, né le 11 mai 1924 dans le 18e arrondissement de Paris et mort le 8 mai 2007 dans le 12e arrondissement de Paris, est un ingénieur des Arts et Métiers (Paris, 1942) et homme politique français.

## Biographie
Fils d’un combattant de la guerre de 1914 devenu cafetier de la rue de l’Abreuvoir, à Montmartre, Louis Baillot fait de brillantes études pour devenir ingénieur aéronautique.
Jeune résistant durant la guerre, il s'engage au Parti communiste à la Libération et devient l'un des dirigeants des Jeunesses communistes. Durant la guerre froide, il est farouchement opposé à la politique coloniale de la France, en particulier en Indochine, et il est arrêté en 1953 lors d'une manifestation et emprisonné à Fresnes pour « atteinte à la sûreté de l'État », avec Paul Laurent, André Stil, Alain Le Léap et Guy Ducoloné. Après presque un an de détention, il bénéficie d'un non-lieu et peut siéger au Conseil de Paris, où il avait été élu durant son incarcération.
Entré au comité central du PCF en 1961, il prend en charge les questions de défense et de police, dont il devient spécialiste. Il est élu en 1967 député de la 27e circonscription de Paris, enlevée au Parti communiste en 1958 par le gaulliste Jean Bernasconi. Il perd son siège l'année suivante au profit de Bernasconi, à qui il le reprend cinq ans plus tard, lors des élections législatives de 1973, avec 13 964 voix contre 12 062 au centriste Jean-Pierre Pierre-Bloch et seulement 947 au sortant gaulliste. Il est battu dans la même circonscription par Pierre-Bloch en 1978 (13 702 contre 13 132) et par Lionel Jospin en 1981.
Il est député européen de 1979 à 1984 et de 1986 à 1989, et devient en 1989 président de l'Amicale des vétérans du PCF.
Il a préfacé le livre de Pierre Maury paru en 2006 La Résistance communiste en France, Le Mémorial.

## Mandats
- 1953-1989 : conseiller de Paris
- 1967-1976 : conseiller régional d’Île-de-France
- 1967-1968 : député de la 27e circonscription de Paris
- 1973-1978 : député de la 27e circonscription de Paris
- 1979-1984 : député européen
- 1986-1989 : député européen

## Décoration et distinction
- Chevalier de la Légion d'honneur par décret du 31 décembre 1997[3]
- Médaille d'or de la Ville de Paris[3]

## Hommages
Une place Louis-Baillot a été inaugurée en 2012 dans le 18e arrondissement de Paris.